# Riot Live (album)
Riot Live è un album dal vivo del gruppo musicale heavy metal Riot, pubblicato nel 1989. Il disco contiene delle registrazioni live del gruppo tenutesi nel 1980 all'Hammersmith Odeon e al festival Monsters of Rock.

## Tracce
1. Intro – 0:56
2. Angel – 3:42
3. Do It Up – 3:44
4. Road Racin' – 5:06
5. White Rock – 2:54
6. Tokyo Rose – 4:49
7. Overdrive – 8:30
8. Rock City – 4:52
9. Back on the Non-Stop – 4:17
10. Kick Down the Wall – 4:34
11. Train Kept A-Rollin' – 5:43
12. Road Racin' – 7:35